# 세 남자 세 여자
《세 남자 세 여자》는 1994년 1월 31일부터 1994년 7월 19일까지 방영된 SBS 월화드라마 작품이다.

## 기획 의도
- 신세대들의 삶과 사랑풍속도를 그린 드라마[1]

## 등장 인물
- 박진성 : 민재혁 역
- 이미연 : 오순정 역
- 이종원 : 장이도 역
- 신애라 : 차세란 역
- 김찬우 : 양석준 역
- 전혜진 : 도훈자 역
- 전운 : 차웅쾌(차 회장) 역 - 차세란의 아버지.
- 김용림 : 도숙자 역
- 전원주 : 전수현(석준 어머니) 역
- 장학수[2] : (석준 아버지) 역
- 양희경 : 양소희(석준 누나) 역
- 조재훈 : 조병호(석준 자형) 역
- 김희정 : 조희정(소희 부부 큰딸) 역
- 이진아 : 조희진(소희 부부 막내딸) 역
- 김홍석 : 차세훈(비서실 차 실장) 역 - 차웅쾌 회장의 친가 9촌 삼종조카
- 최운교 : 최동오(비서실 최 차장) 역 - 차실장의 처남
- 박형준
- 최준용
- 이승형
- 김유철
- 기정수
- 황범식
- 이동신
- 이두섭
- 유병준
- 장기용
- 장희진
- 이원종
- 최성준
- 성동일
- 박종설
- 이배국

## 참고 사항
- 이종원(장이도 역)이 당시 해당 작품과 겹치기 출연을 해 온 MBC 미니시리즈 <마지막 승부> 촬영 도중 왼쪽다리의 아킬레스건이 늘어간 데 이어 2층에서 뛰어내리는 장면을 찍다가 오른쪽 뒤꿈치가 부러지자, <세 남자 세 여자>, <마지막 승부> 두 드라마가 대본을 수정하는 등 응급조치를 해야 했다[3].
- 일개 여사원이 그룹 회장을 미인계로 유혹하는 등 현실과 동떨어진 소재 외에도 일본의 성인만화 <동급생> <졸업> 등과 스토리가 비슷해 모방 의혹까지 받아왔다는 지적을 샀다.[4]